# Rhacophorus omeimontis
Rhacophorus omeimontis är en groddjursart som först beskrevs av Leonhard Hess Stejneger 1924.  Rhacophorus omeimontis ingår i släktet Rhacophorus och familjen trädgrodor. IUCN kategoriserar arten globalt som livskraftig. Inga underarter finns listade i Catalogue of Life.